# 索洛蒂
索洛蒂（俄语：Солоти）是俄罗斯别尔哥罗德州瓦卢伊基区的一个村，從瓦盧伊基出發有一條西北方向的道路，行駛约11公里即可抵達索洛蒂。根据2002年人口普查结果，98%的人为俄罗斯人。截至2010年，當地人口为736人，共有22条街道。
當地有一所学校、一所幼儿园、一个乡村俱乐部和一个医疗中心。